# Rio Guadiana (Schiff)
Die Rio Guadiana war eine 1982 gebaute Fähre, die im Süden Portugals auf dem Fluss Guadiana verkehrte und die Kleinstadt Vila Real de Santo António grenzüberschreitend mit dem andalusischen Küstenort Ayamonte verband.

## Geschichte
Heimathafen des von der Empresa de Transportes de Rio Guadiana beauftragten Schiffes wurde nach dessen Anlieferung Vila Real de Santo António. Die Fähre nahm noch 1982 den Betrieb auf und verkehrte gemeinsam mit einer zweiten Fähre des Unternehmens sowie zwei spanischen Fähren aus Ayamonte auf dem Guadiana. Die vier Schiffe fuhren alle 15 Minuten und waren von 8.00 bis 22.00 Uhr im Einsatz. Da zu der Zeit noch keine Brücke an der Mündung des Guadiana bestand, waren die beiden Gemeinden auf die regelmäßigen Verbindungen mit den Fähren angewiesen. Nutzer waren zunächst Pendler, gefolgt von Touristen und an den Wochenenden Ausflügler.
Nach dem Bau und der Inbetriebnahme der Ponte Internacional do Guadiana 1991 verlagerten sich die Verkehrsströme, der Fährverkehr über den Fluss wird seitdem in reduzierter Form fortgeführt. Die Rio Guadiana wurde aus dem Betrieb abgezogen und 1993 in Olhão bei dem Metallbauunternehmen Rodrigues e Almeido Lda – Metalmecanica umgebaut, um im Küstenverkehr eingesetzt zu werden.
Anschließend verkehrte das Schiff an der Algarve von Faro bzw. Olhão zu den vorgelagerten Inseln Ilha da Culatra und Ilha da Armona, die beliebte Ausflugsziele sind. Ob die Fähre weiterhin für die Empresa de Transportes de Rio Guadiana oder für Tavares & Guerreiro aus Olhao betrieben wurde, ist unklar – beide Unternehmen teilten sich den Fährverkehr. Die Fähre war eines von drei Booten auf dieser Route und verkehrte vor allem in der Sommersaison für den Touristenverkehr, aber auch als Versorgungsschiff der Inselbevölkerung. Die Rio Guadiana war bis mindestens 2013 auf dieser Route im Einsatz. Der weitere Verbleib des Schiffes ist unklar.

## Bau und technische Daten
Gebaut wurde die Rio Guadiana auf Bestellung der Empresa de Transportes de Rio Guadiana aus Vila Real de Santo António 1982 auf der portugiesischen Werft Estaleiros Navais do Mondego in Figueira da Foz. Die Länge betrug 40,0 Meter, die weiteren Abmessungen sind unbekannt. Das Schiff war mit 200 BRZ vermessen, die Tragfähigkeit betrug 48 Tonnen. Angetrieben wurde die Fähre von zwei Dieselmotoren, die auf zwei Schrauben wirkten. Die Fähre war für 400 Passagiere und die Beförderung von Pkw zugelassen. Namensgeberin der Fähre war der gleichnamige Fluss Guadiana, der aus Spanien kommend an der portugiesisch-spanischen Grenze in den Atlantik fließt.